# Мы с вами где-то встречались
«Мы с ва́ми где-то встреча́лись» — советский комедийный художественный фильм, высмеивающий отрицательные явления в быту. Первая главная роль в кино Аркадия Райкина. Вышел на экраны в августе 1954 года.

## Сюжет
Известный эстрадный артист Геннадий Максимов (Аркадий Райкин) вместе со своей женой, эстрадной артисткой Ларисой Левкоевой (Людмила Целиковская) сразу после концерта отправляется отдыхать в Крым. В последний момент жену Максимова вызывают в театр заменить заболевшую артистку. Та, подчинившись воле администратора, покидает вагон, и Максимов едет один. В пути на станции Новопесчанск он умудряется отстать от поезда, встречает школьного друга, ныне директора театра, даёт концерт. И в дальнейшем столкновения с людьми и разными обстоятельствами так и не позволяют ему нормально отдохнуть.

## В ролях
- Аркадий Райкин — Геннадий Максимов, артист, муж Ларисы Левкоевой
- Людмила Целиковская — Лариса Левкоева, артистка, жена Геннадия Максимова
- Василий Меркурьев — Анатолий Верхотуров, директор театра, школьный друг Геннадия Максимова
- Леонид Галлис — Леонид Крюков, друг Геннадия Максимова
- Мария Миронова — Вероника Платоновна, сплетница, соседка по купе Афанасия Ивановича
- Владимир Лепко — Афанасий Иванович, сосед по купе Вероники Платоновны
- Анатолий Кузнецов — сосед по купе Геннадия Максимова
- Галина Короткевич — соседка по купе Геннадия Максимова
- Михаил Яншин — начальник железнодорожной станции
- Ольга Аросева — отдыхающая девушка
- Александр Бениаминов — фотограф
- Сергей Филиппов — недовольный клиент фотографа
- Михаил Пуговкин — милиционер
- Владимир Гуляев — велосипедист/грузчик на железнодорожном вокзале
- Николай Трофимов — водитель такси
- Елизавета Уварова — секретарь директора театра
- Георгий Гумилевский — продавец арбузов на железнодорожном вокзале
- Лидия Штыкан — телеграфистка на почте
- Зинаида Шарко — телефонистка на почте, поклонница Геннадия Максимова
- Юрий Саранцев — администратор Театра миниатюр
- Вера Романова — проводница в поезде
- Степан Каюков — продавец бакалеи на железнодорожном вокзале
- Алексей Бахарь — лейтенант, попутчик Ларисы
- Андрей Тутышкин — Фёдор Васильевич, пенсионер

## Съёмочная группа
- Автор сценария — Владимир Поляков
- Режиссёры:
  - Николай Досталь
  - Андрей Тутышкин
- Оператор — Юрий Екельчик
- Художник — Иосиф Шпинель, Юрий Волчанецкий
- Композитор — Анатолий Лепин
- Звукооператор — Евгений Кашкевич
- Монтажёр — Клавдия Москвина
- Директор картины — Осман Караев

## Критика
Нечего скрывать, и сценарист и постановщики (Н. Досталь и А. Тутышкин) не избежали соблазна приукрасить основные перипетии комедии вставными номерами и водевильными реминисценциями. Но в целом им удалось сосредоточить внимание зрителя на серьёзном и важном, указать ему точные адреса смешного.
— В. Бортко, «Советская культура» № 102 1954